# Massaga hesparia
Massaga hesparia är en fjärilsart som beskrevs av Pieter Cramer 1775. Massaga hesparia ingår i släktet Massaga och familjen nattflyn. Inga underarter finns listade i Catalogue of Life.